# Tala Bartolo
Tala Bartolo (o La Tala Bartolo, también llamada popularmente La Torquilla, La mata de la loba, Los Pedros, Los Pedros de Arriba y Cortijo Manzano) es una localidad y pedanía española perteneciente al municipio de Castril, en la provincia de Granada, comunidad autónoma de Andalucía. Está situada en el extremo occidental de la comarca de Huéscar. A tan sólo 300 metros del límite con la provincia de Jaén, cerca de esta localidad se encuentran los núcleos de Los Broncos, El Almiceran, Los Torres,  Campo Cebas, Manuel Díaz y Cañadas.
La aldea de Tala Bartolo está ubicada en un ángulo formado por el Parque Natural de la Sierra de Castril al norte y el de Cazorla, Segura y Las Villas al oeste, al amparo del cerro de Fuentes Nuevas o Peña de Quesada, a medio camino entre el jienense embalse de La Bolera y el del Portillo.
Celebra sus fiestas patronales bajo la advocación de San Juan Bautista el fin de semana más próximo al día 24 de junio.